# 來集之
來集之（1604年5月7日—1683年），號元成，晚年自號倘湖，浙江绍兴府萧山县人。

## 生平
來集之生于万历三十二年（1604年）。崇祯八年（1635年）选贡贡元，十二年（1639年）己卯科應天乡试举人，十三年（1640年）聯捷庚辰科進士，先在兵部观政。授安慶府推官，當時安慶遭张献忠蹂躏，他就白天籌集糧食，晚上巡邏城牆，鎮標將貪污苛扣兵餉令部下作亂，他竭力開導給回全餉，士兵因而安寧，流寇三次逼近也安然無恙。
鳳陽總督馬士英招募貴州兵馬，道經徽州肆意搶掠，人民殺傷數名士兵，馬士英大怒，命令來集之用亂民律處死人民，他反駁：“人民殺的是劫賊，並非殺兵，他們無罪，不要追究。”適逢左良玉以清君側之名帶兵東下，他駕船迎見，握手結交，因此下江地區無恙。弘光帝即位，馬士英當政，顧念其才幹而召任他為兵科給事中，打算讓他依附自己，他卻拒不赴任，被改授兵部職方司主事，不久得他人疏薦，仍任兵科。
杭州淪陷，來集之和從兄來方煒募兵到七條沙與穎會合，隆武帝原官起用，在監國魯王朝廷累陞為吏科都給事中、太常寺少卿，舟山陷落後辭官杜門，婉拒清朝薦舉博學鴻儒，寫下《易圖親見讀》、《易隅通卦義》、《一得春秋志》、《在四傳》、《權衡樵書初二編》、《南行偶筆載》、《筆倘湖近刻》等作，又照顧竈戶，提議照田均派貧改善其生計。他曾分考崇禎十五年壬午科應天鄉試，取錄戚藩等九人，獲海內人推崇。康熙二十一年（1683年）十月二十七日子時去世，享年七十九歲。

## 親屬
妻子楊氏是諸生楊雪門之姊，他去世後投水而死。孫來燕雯，康熙三十九年進士。